# Oleksovice
Oleksovice település Csehországban, a Znojmói járásban. Oleksovice Vítonice, Čejkovice, Hostěradice, Borotice, Miroslav, Stošíkovice na Louce, Mackovice és Lechovice településekkel határos. Lakosainak száma 667 fő (2024. január 1.).

## Népesség
A település lakosságának változását az alábbi diagram mutatja:
| Lakosok száma | 1013 | 1081 | 1276 | 734  | 664  | 696  | 686  | 669  | 661  | 667  |
|               | 1869 | 1890 | 1921 | 1950 | 1980 | 2001 | 2017 | 2019 | 2022 | 2024 |